# Сёдерберг, Эжени
Эжени «Евгения» Сёдерберг (швед. Henya "Eugénie" Söderberg, урождённая Хеня Ривкина; 25 марта 1903, Гейдельберг, Германская империя — январь 1973, Нью-Йорк, США) — шведская и американская писательница и журналистка. Писала романы и рассказы для женщин и детей.

## Биография
Родилась в 1903 году в немецком городе Гейдельберг, где её отец — уроженец Гомеля Шолом-Шендер Вольфович Рывкин (Ривкин, 1878—1930) — в это время изучал философию в Гейдельбергском университете. 4 июля 1902 года в Гомеле он заключил брак с Фрейдой Нафтолевной Перельман (Фрида Ривкин, 1881—1944), родом из Кобрина. В 1905 году семья жила в Шерстине, затем в Гомеле и в 1912 году обосновалась в Стокгольме. Дом Ривкина в Стокгольме стал центром притяжения большого количества литературных деятелей не только Швеции, но и всей Скандинавии. Евгения была воодушевлена своим отцом, который занимался философией и писал короткие рассказы на русском языке и идише. 
Младший брат Евгении также следовал примеру отца и много писал, объединив вокруг себя целую группу молодых шведских писателей, среди которых были: Гуннар Экелёф, Харри Мартинсон, Карин Бойе, Эбби Линде и другие. Все они сотрудничали в качестве редакторов и писателей с авангардным шведским журналом Spektrum, фотоиллюстрации для которого создавала сестра Евгении Анна.
Вскоре Евгения стала писать рассказы и зарабатывать на жизнь работая редактором, журналистом и газетным репортером. Первого писательского успеха она добилась в 1930 году после выхода романа Studentfabriken (Студенческая фабрика), произведение было переведено на четырнадцать языков и впоследствии экранизировано.
В 1928 году она вышла замуж за молодого писателя Микаэля Седерберга, сына писателя Яльмара Сёдерберга. Однако брак был непродолжительным, супруг скончался в 1931 году. Евгения продолжила поддерживать хорошие отношения с его семьёй.
В 1940 году приехала в США в качестве репортёра нескольких скандинавских газет, в 1941 году вышла замуж за известного арт-дилера и учёного Хьюго Перла. Приняв гражданство США, она продолжила заниматься журналистикой, в области театра, музыки и искусства. В Америке в 1965 году издала успешно принятую критиками книгу Min Son är Min.
Писательница умерла в январе 1973 года в возрасте шестидесяти девяти лет.